# جان دولاند
جان دولاند (زاده ۱۰ یا ۲۱ ژوئن ۱۷۰۶ –درگذشته ۳۰ نوامبر ۱۷۶۱)،عینک‌ساز انگلیسی بود،وی به دلیل کسب و کار موفق در اپتیک شناخته شده است